# Iakov Punko
Iakov Punko   (Vesele, 12 de juny de 1916 - 1984) fou un atleta soviètic, especialista en curses de fons, que va competir durant la dècada de 1940.
En el seu palmarès destaca una medalla de bronze en la marató al Campionat d'Europa d'atletisme de 1946, darrere els finlandesos Mikko Hietanen i Väinö Muinonen. Fou el campió soviètic de marató el 1940 i 1946. Durant la seva carrera aconseguí el rècord soviètic de la marató, els 25 i els 30 quilòmetres.

## Millors marques
- 5.000 metres. 14' 56.0" (1947)
- 10.000 metres. 31' 56.8" (1950)
- marató. 2h 34' 56" (1950)[2][4]